# Ситняково
Ситняково е жилищна сграда в Западна България, близо до курорта Боровец в Рила.
Построена е през 1914 година като зимна ловна вила на цар Фердинанд I. Състои от жилищна част и помещения за прислуга и охрана. През комунистическия режим домът е почивна станция на Съюза на българските писатели, посещавана и от Тодор Живков.
В началото на 21 век Симеон Сакскобургготски и сестра му Мария Луиза Хробок предявяват претенции за собственост на имота. През 2003 г., когато той е министър-председател, те получават документи за собственост от администрацията на Област София с подписа на областния управител Олимпи Кътев, член на НДСВ.
Връщането на собствеността е оспорено от следващите правителства и след 5 години съдебни дела с решение на Върховния касационен съд е върнато на държавата.

## Други
На Ситняково е наречен булевард в София (Карта).

## Галерия
- Ситняково преди 1944 г.